# Codename: Panzers – Cold War
Codename: Panzers – Cold War — компьютерная игра в жанре стратегии в реальном времени, третья игра в серии Codename: Panzers. Разработчик — StormRegion.

## Сюжет
Действие происходит в альтернативной истории. Вторая мировая закончилась. Начинается холодная война.
Апрель 1949 года. Всего несколько лет назад завершилась страшная Вторая мировая война, но уже назревает новый конфликт, на этот раз — между бывшими союзниками. Советский блок, почувствовав свою возросшую военную мощь, предъявляет претензии на мировое господство. Однако альянс западноевропейских государств не намерен уступать. Атмосфера накалена до предела. Одна маленькая искра, и грянет взрыв — две сильнейшие армии сойдутся в беспощадном поединке. Утром 8 апреля в небе над Берлином произошла катастрофа… В тот же день земля вокруг столицы Германии содрогнулась от канонады танковых орудий.

## Геймплей
Геймплей содержит некоторые функции из предыдущих игр этой серии: живая сила имеет бесконечный боезапас, но у боевой техники боеприпасы ограничены (кроме станковых пулемётов), присутствует новый графический движок. В игре представлен знаменитый советский Ми-6, известный как крупнейший вертолет мира, первый реактивный истребитель МиГ-15 и его американский коллега F-86 Sabre, много известных танков того времени, такие как Т-62, ИС-10, T-54/55, M48 Паттон, М-26 Першинг и другие.

## Отзывы
| Сводный рейтинг | Сводный рейтинг |
| Агрегатор       | Оценка          |
| --------------- | --------------- |
| GameRankings    | 65,38 %         |